# Peter Doig
Peter Doig, född 17 april 1959 i Edinburgh i Skottland, är en brittisk målare. 
Peter Doigs familj flyttade 1962 till Trinidad, där has far arbetade på ett skeppsmäklar- och handelsföretag, och 1966 till Kanada. Han utbildade sig på Wimbledon School of Art i London 1979–80, Saint Martins School of Art i London 1980–83 och Chelsea School of Art i London 1989–90. Peter Doig hade sin första stora separatutställning på Whitechapel Art Gallery i London 1991. Han gjorde efter denna ett mindre antal målningar i stort format, som han själv ser som temamässig utgångspunkt för sina senare verk. 
Han inbjöds att återvända till Trinidad 2000 för att bli gästkonstnär (artist-in-residence) tillsammans med kollegan Chris Ofili. År 2002 flyttade Doig tillbaka till Trinidad och Tobago och skaffade sig en ateljé i Caribbean Contemporary Arts Centre nära Port of Spain. Han blev också konstprofessor på Kunstakademie Düsseldorf i Düsseldorf, Tyskland.
Peter Doig är kanske mest känd för sina målningar av Le Corbusiers modernistiska bostadshus l’Unité d’Habitation i Marseille i Frankrike. Under tidigt 1990-tal i samarbete med en grupp arkitekter och konstnärer som arbetade med byggnaden som bas. 
Han nominerades 1994 till Turnerpriset. Mellan 1995 och 2000 var han kurator på Tate Gallery i London.